# Lower Santan Village
Lower Santan Village es un lugar designado por el censo ubicado en el condado de Pinal en el estado estadounidense de Arizona. En el Censo de 2010 tenía una población de 374 habitantes y una densidad poblacional de 34,76 personas por km².

## Geografía
Lower Santan Village se encuentra ubicado en las coordenadas 33°8′34″N 111°47′7″O / 33.14278, -111.78528. Según la Oficina del Censo de los Estados Unidos, Lower Santan Village tiene una superficie total de 10.76 km², de la cual 10.76 km² corresponden a tierra firme y (0%) 0 km² es agua.

## Demografía
Según el censo de 2010, había 374 personas residiendo en Lower Santan Village. La densidad de población era de 34,76 hab./km². De los 374 habitantes, Lower Santan Village estaba compuesto por el 1.6% blancos, el 0.27% eran afroamericanos, el 96.79% eran amerindios, el 0% eran asiáticos, el 0% eran isleños del Pacífico, el 0% eran de otras razas y el 1.34% pertenecían a dos o más razas. Del total de la población el 15.78% eran hispanos o latinos de cualquier raza.